# Василий (Кодсие)
Митрополит Василий (англ. Metropolitan Basilios, араб. الميتروبوليت باسيليوس‎, в миру Фадель Жорж Кодсие, фр. Fadel George Kodseie; род. 1976, Латакия, Сирия) — епископ Антиохийской православной церкви, митрополит Австралийский, Новозеландский и Филиппинский.

## Биография
Родился в 1976 году в Латакие. Там же провёл детство и юность, получил среднее образование. Его отличала активная работа с молодёжью в воскресных школах. Он руководил многими лагерями.
В 1999 году получил степень в области электронной техники в Тишринском университете в Латакии, после чего поступил в Богословский институт святого Иоанна Дамаскина в Баламанде. Во время учёбы он был представителем Института в ATIME (Экуменическая ассоциации студентов-теологов на Ближнем Востоке).
В 2003 году окончил Богословский институт святого Иоанна Дамаскина со степенью со степенью бакалавра богословия и 1 сентября 2003 года того же года был рукоположен в сан диакона. Служил клириком Алеппской митрополии. В 2005 году митрополита Алеппским Павлом (Язиджи) рукоположён в сан священника с оставлением в клире той же епархии до своего перевода в Австралию.
Продолжил обучение на богословском факультете Университета Аристотеля в Салониках, на отделении пастырской помощи и христианской этики. 31 марта 2008 года окончил обучение, защитив диссертацию и получив степень доктора философии по теологии. Свободно владел английским и греческим языками.
21 апреля 2010 года прибыл в Сидней в помощь митрополиту Австралийскому, Новозеландскому и Филиппинскому Павлу (Салибе) в управлении приходами. Занимался молодёжным служением, курировал воскресные школы. Сыграл важную роль в создании благотворительного общества Святого Рафаила, которое заботилось о заботилось и кормило бездомных. Был докладчиком на многих пастырских встречах и церковных конференциях.
В ноябре 2014 году архимандрит Василий от имени митрополита Павла (Салибы) принял участие в открытии Форума религиозных лидеров Нового Южного Уэльса.
1 июля 2017 года Патриархом Антиохийским Иоанном X был назначен патриаршим наместником овдовевшей после смерти Павла (Салибы) Австралийский митрополии Антиохийской православной церкви.
4 октября того же года на решением Священного Синода Антиохийской Православной Церкви был избран митрополитом Австралийским, Новозеландским и Филиппинским.
19 ноября 2017 года в Баламандском Успенском монастыре хиротонисан во епископа с возведением в достоинство митрополита Австралийского, Новозеландского и Филиппинского. Хиротонию совершили: Патриарх Антиохийский Иоанн Х, митрополит Сурский и Сайднский Илия (Кфури), митрополит Китрский Георгий (Хрисостому), митрополит Бострийский, Хауранский, Джабал-аль-Арабский и Голанский Савва (Эсбер), митрополит Хомский Георгий (Абу-Захам), митрополит Аккарский Василий (Мансур), митрополит Захлийский и Баальбекский Антоний (Аль-Сури) и митрополит Хамаского Николай (Баалбаки), епископ Дарайский Моисей (Хури), епископ Тартуский Афанасий (Фахд), епископ Сафитский Димитрий (Шарбак), епископ Аль-Хоснский Илия (Туме) и епископ Салукийский Ефрем (Маалюли).
16 декабря того же года в соборе святого Георгия в Сиднее состоялась интронизация митрополита Василия